# Ion Neagu (politician)
Ion Neagu (n. 1953) este un politician moldovean, deputat în Parlamentul Republicii Moldova în anii 1990, ales apoi și în Legislatura 2005-2009 pe listele Partidului Popular Creștin Democrat. Este unul din cei 278 de semnatari ai Declarației de Independență a Republicii Moldova.

## Distincții și decorații
- Ordinul Republicii (2012)[1]
- Medalia „Meritul Civic” (1996)[2]